# Snieżynka
Snieżynka (ros. Снежинка) – kompleks skoczni narciarskich w Czajkowskim w Rosji, oddany do użytku w roku 2012.
Pierwsze skocznie narciarskie na tym terenie powstały w latach 80. XX wieku – w 1980 obiekt K-40, a następnie K-70 i K-90. Rekord tego największego wynosił 98 m, a ustanowił go Pawieł Kustow.
W 2010 ruszyła budowa nowego kompleksu, zaprojektowanego przez niemieckiego architekta Wernera Schertela. Skocznie otwarto w lutym 2012. Obecnie znajduje się tam pięć, pokrytych igelitem obiektów: K-125, K-95, K-65, K-40 i K-20. W większych zamontowano rozbieg z systemem pomiaru dynamiki skoku. Rekordzistą skoczni HS 140 jest Dmitrij Wasiljew (osiągnął 136,5 m), a HS 102 Dienis Korniłow (108 m), zaś najdłuższy skok wśród pań na normalnej skoczni osiągnęła Sara Takanashi (103 m).Dzień wcześniej taką samą odległość uzyskała Irina Awwakumowa
W marcu 2012 odbyły się tu Mistrzostwa Rosji 2012 (łącznie rozegrano osiem konkursów). Na wrzesień 2012 zaplanowano dwa konkursy Letniego Pucharu Kontynentalnego w skokach narciarskich 2012.
W związku z nowymi przepisami Międzynarodowej Federacji Narciarskiej w sezonie 2017/2018 został zmieniony rozmiar skoczni z odległości 106 na 102 metry.

## Dane o skoczniach

### Snieżynka K125
- Punkt konstrukcyjny: 125 m
- Wielkość skoczni (HS): 140 m
- Oficjalny rekord skoczni: 147 m  Jewgienij Klimow (10.01.2017)
- Długość najazdu: 101,4 m
- Nachylenie najazdu: 35°
- Długość progu: 6,8 m
- Nachylenie progu: 11°
- Wysokość progu: 3,14 m

- Nachylenie zeskoku: 33,6°

#### Rekordziści skoczni
| Lp. | Dzień       | Rok  | Zawodnik            | Odległość | Zawody               | Uwagi               |
| --- | ----------- | ---- | ------------------- | --------- | -------------------- | ------------------- |
| 1.  | 16 lutego   | 2012 | Dmitrij Ipatow      | 120 m     |                      | rekord nieoficjalny |
| 2.  | 23 marca    | 2013 | Anton Kaliniczenko  | 135 m     |                      |                     |
| 3.  | 26 marca    | 2012 | Dmitrij Wasiljew    | 136,5 m   | Mistrzostwa Rosji    |                     |
| 4.  | 3 marca     | 2014 | Jewgienij Klimow    | 139 m     | Mistrzostwa Rosji    |                     |
| 5.  | 12 marca    | 2016 | Markus Eisenbichler | 141,5 m   | Puchar Kontynentalny |                     |
| 6.  | 13 marca    | 2016 | Cene Prevc          | 145,5 m   | Puchar Kontynentalny |                     |
| 7.  | 13 marca    | 2016 | Martin Hamann       | 146 m     | Puchar Kontynentalny |                     |
| 8.  | 10 stycznia | 2017 | Jewgienij Klimow    | 147 m     | Mistrzostwa Rosji    |                     |

### Snieżynka K95
- Punkt konstrukcyjny: 95 m
- Wielkość skoczni (HS): 102 m
- Oficjalny rekord skoczni:  Dienis Korniłow (19.03.2017)
- Długość najazdu: 92,82 m
- Nachylenie najazdu: 35°
- Długość progu: 6,55 m
- Nachylenie progu: 10,5°
- Wysokość progu: 2,38 m

- Nachylenie zeskoku: 32,7°

| Lp. | Dzień      | Rok  | Zawodnik             | Odległość | Zawody               | Uwagi               |
| --- | ---------- | ---- | -------------------- | --------- | -------------------- | ------------------- |
| 1.  | 18 marca   | 2012 | Iwan Łanin           | 102 m     | Mistrzostwa Rosji    |                     |
| 2.  | 19 marca   | 2012 | Władisław Bojarincew | 104 m     | Mistrzostwa Rosji    |                     |
| 3.  | 21 marca   | 2012 | Anton Kaliniczenko   | 105 m     |                      |                     |
| 4.  | 4 stycznia | 2014 | Jewgienij Klimow     | 106 m     | Puchar Świata        |                     |
| 5.  | 29 marca   | 2014 | Jewgienij Klimow     | 106,5 m   | Mistrzostwa Rosji    |                     |
| 6.  | 22 marca   | 2015 | Artur Sułtangułow    | 106,5 m   |                      | wyrównanie rekordu  |
| 7.  | 18 marca   | 2017 | Constantin Schmid    | 107 m     | Puchar Kontynentalny |                     |
| 8.  | 19 marca   | 2017 | Dienis Korniłow      | 108 m     | Puchar Kontynentalny |                     |
| 9.  | 30 marca   | 2017 | Roman Trofimow       | 111 m     | Mistrzostwa Rosji    | rekord nieoficjalny |